# Giuseppe Gattini
Giuseppe Gattini (Matera, 22 luglio 1843 – Matera, 21 novembre 1917) è stato un politico e storico italiano.

## Biografia
Apparteneva ad un'antica famiglia nobiliare della città di Matera e durante i moti popolari della città nel 1860 assistette all'uccisione di suo padre, il conte Francesco.
Dopo aver studiato a Napoli, nel collegio degli Scolopi, tornò nella città natale, dove fu Sindaco dal 1877 al 1880, anni nei quali fu anche consigliere provinciale, insistendo sulla lotta alla malaria e sul problema della viabilità.
Attivo collaboratore della inchiesta Jacini (1881-1886), per i suoi meriti Gattini fu nominato senatore del Regno d'Italia nella XVII legislatura su proposta del deputato Pietro Lacava e del senatore Stefano Jacini.
Giuseppe Gattini morì a Matera il 21 novembre 1917.

## Opere
Gattini fu un attivo appassionato di storia, autore di numerose opere riguardanti l'araldica, la storia di Matera, del territorio e della cultura lucana in generale, secondo l'indirizzo diplomatico allora imperante e rappresentato, in quegli anni, ad esempio, dal conterraneo Michele Janora.
Frutto più notevole di questo indirizzo furono le Note storiche della città di Matera, pubblicate a Napoli nel 1882 e che erano state precedute da un lavoro di tipo genealogico-prosopografico, pubblicato, sempre a Napoli, nel 1871, le Notizie istoriche sulla Città di Matera e sulle sue Famiglie Nobili, mentre, nel 1886, Gattini allargò il suo tipo di ricerca alla notevole storia del monastero di San Michele Arcangelo di Montescaglioso, pubblicando i Severiana sive Caveosana. Nel campo più propriamente letterario, che lo interessò anche nelle opere storiche maggiori, rientra, infine, il Saggio di biblioteca basilicatese, un catalogo ragionato di scrittori lucani, compilato in base alla ricchissima biblioteca familiare.

### Opere principali di Gattini
- https://access.bl.uk/item/pdf/lsidyv3606f0de[collegamento interrotto], Napoli, N. Jovene, 1882.
- Severiana sive caveosana, Napoli, N. Jovene, 1886.
- Saggio di biblioteca basilicatese, Matera, Tip. della Scintilla, 1908.
- Delle armi de' comuni della provincia di Basilicata, Matera, Tip. B. Conti, 1910.

### Studi
- R. Giura Longo, Giuseppe Gattini. La sua opera e i suoi tempi, Matera, F.lli Montemurro, 1968.